# Йоханан Гіркан II
Йоханан Гіркан II (* ? е. — † 30 до н. е. Рим) — з 63 по бл. 40 р. до н. е. юдейський етнарх з династії Хасмонеїв та первосвященик з 76 по 40 р. до н. е.

## Походження
Йоханан Гіркан II був старшим сином царя Александра Янная та цариці Саломеї Александри.

## Первосвященик
Після 27 літнього правління у 76 р до н. е. помирає Александр Яннай. У своєму заповіті замість синів він називає наступницею дружину Саломею. За Йосипом Флавієм перед своєю смертю Яннай бере з неї обіцянку покінчити із суперечкою між фарисеями та садукеями, у якій йшлося про утримання світської влади царя і духовної первосвященика у одних руках. Садукеї були за об'єднання влади, а фарисеї за роз'єднання. Отже у 76 році до н. е. Саломея Александра стає першою і останньою в історії царицею Юдеї. ЇЇ син Йоханан Гіркан II стає первосвящеником, оскільки вона не могла зайняти цю посаду. З цього часу і переривається сумісництво двох посад — царя та первосвященика.

## Боротьба за владу

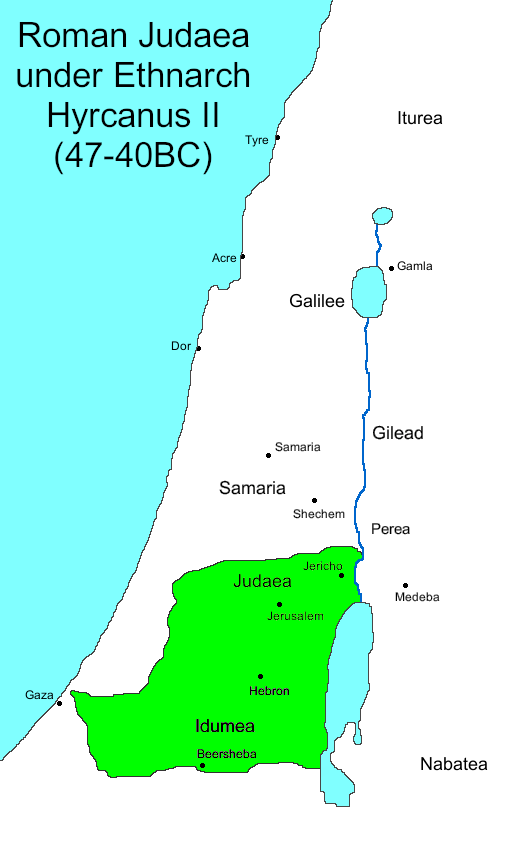
Юдея під римлянами за часів Йоханана Гіркана II

Після смерті цариці Александри у 67 р. до н. е. світську владу отримує старший син Йоханан Гіркан II. Молодший син Арістобул II проте, маючи у своєму розпорядженні військову силу, вважає Гіркана II неспроможним царювати Юдеєю. Боротьба за владу приводить до військового конфлікту, у якій перемагає Арістобул II. Йоханан Гіркан II змушений відректися від влади і перейти до світського життя. Однак зі зміною влади частина знаті, що підтримувала Гіркана II, відчула себе у небезпеці. Очолював цю частину Антипатр Ідуменянин — батько Ірода І Великого. Він переконав Гіркана II утекти до набатеїв. Цар набатеїв Арета III, підтримуючи його у боротьбі проти Арістобула, передав Йоханану Гіркану II раніше завойовані у Юдеї міста для створення війська. У 65 році Йоханан Гіркан II та Арета III з військами захопили Єрусалим та перемогли Арістобула.

## ВтручанняРиму
За цими подіями пильно спостерігав Рим. У 64 році до н. е. римляни втручаються у справи Юдеї, оскільки два брати просять про їх допомогу. Скавр — квестор і командир легіонів Гнея Помпея Великого витісняє Йоханана Гіркана II й Арету III, та вирішує справу на користь Арістобула.
Зимою 63/64 р. до н. е. Помпей проводить військову кампанію проти набатеїв і закликає братів зберігати мир та супроводжувати його у поході на Рим. Арістобул II розуміє небезпечність ситуації для нього, утікає в гори. Пізніше хоче зібрати у Єрусалимі сили проти Помпея. Йоханан Гіркан II об'єднується з Помпеєм і несподівано з'являється із значною військовою силою перед Єрусалимом. Після тримісячного протистояння римляни захоплюють Єрусалим. Помпей арештовує Арістобула II і відправляє у Рим. Римляни встановлюють протекторат над Юдеєю, а Йоханан Гіркан II залишається первосвящеником і стає етнархом Юдеї.
У 49 р. до н. е. Гай Юлій Цезар вирішує надати Арістобулу римські війська для відновлення його панування у Юдеї і тим самим використання його під час громадянської війни у Римі та протистоянні Цезаря з Помпеєм. Однак планам Цезаря не судилося збутися. Арістобул II був отруєний у Римі за наказом Гнея Помпея Великого.

## Захоплення парфянами і смерть
Після того, як ситуація з Римом у Юдеї стабілізувалася у 40 році до н. е., її завойовують парфяни. Йоханан Гіркан II здається на їх милість, однак вони забирають у нього владу, відрізують йому вуха та висилають у полон до Вавилону, де він прожив деякий час у юдейській громаді. У 30 році до н. е. Гіркан II дізнається про прихід до влади Ірода Великого і вирішив повернути собі трон. Проте заговір розкрили, а Гіркана II стратили.